# 1999年11月逝世人物列表
1999年逝世人物列表：1月 - 2月 - 3月 - 4月 - 5月 - 6月 - 7月 - 8月 - 9月 - 10月 - 11月 - 12月
1999年11月逝世人物列表，是用於匯總1999年11月期間逝世人物的列表。

## 依日期排序

### 1日
- 千秋實，82歲，日本演員[1]
- Jean Coutu，74歲，加拿大演員。[2]
- 埃德蒙·戴爾，78歲，英國政治家和商人。[3]
- Bhekimpi Dlamini，74歲，南部非洲政治家，斯威士蘭總理（1983-1986）。
- 西奥多·霍尔，74歲，美國物理學家和蘇聯間諜，腎癌。[4]
- 湯瑪斯·朱克斯，93歲，英裔美國生物學家。[5]
- 沃爾特·佩頓，45歲，美國橄欖球運動員，死於膽管癌。[6]
- 赫克托·佩萊格裡尼（Héctor Pellegrini），68歲，阿根廷電影演員。
- 弗蘭卡·斯卡涅蒂（Franca Scagnetti），75歲，義大利電影女演員。
- 約翰·西爾斯，63歲，美國納斯卡賽車手。
- 威廉·謝爾頓，92歲，愛爾蘭政治家和農民。

### 2日
- 米蘭·安塔爾，64歲，斯洛伐克天文學家。
- 傑基·大衛斯，78歲，美國靈魂爵士歌手，管風琴手和樂隊領隊，死於中風。[7]
- Demetrio B. Lakas，74歲，巴拿馬政治家，總統（1969-1978），死於心臟病。
- Atputharajah Nadarajah，36歲，斯裡蘭卡記者和政治家，被槍殺。
- 漢斯-約阿希姆·普雷爾（Hans-Joachim Preil），76歲，東德喜劇演員。[8]
- 哈迪·斯科特（Hardie Scott），92歲，美國政治家。
- 米塔爾·蘇博蒂奇（Mitar Subotić），38歲，塞爾維亞裔巴西音樂家和作曲家。
- William van Straubenzee，75歲，英國政治家。[9]
- 理查德·沃利瓦，87歲，美國摔跤手和教練。[10]

### 3日
- 伊恩·班嫩，71歲，蘇格蘭演員，死於車禍。[11]
- 威廉·J·布朗，59歲，美國律師和政治家。
- 艾倫·豪薩夫，78歲，布列塔尼民族主義者、語言學家和記者。
- Vilen Kalyuta，69歲，蘇聯和烏克蘭電影攝影師。
- 佐治敬三，80歲，日本商人和藝術贊助人。[12]

### 4日
- 黛西·貝茨（Daisy Bates），84歲，美國民權活動家、出版商和記者。[13]
- 阿爾文·庫克斯（Alvin Coox），75歲，美國軍事歷史學家和作家。[14]
- 茲維·格裡利奇斯（Zvi Griliches），69歲，美國經濟學家和大屠殺倖存者。[15]
- 歐內斯特·J·庫普（Ernest J. Kump），87歲，美國建築師、作家和發明家。[16]
- 瑪律科姆·馬歇爾（Malcolm Marshall），41歲，西印度板球運動員，結腸癌。[17]
- 康奈爾·波帕（Cornel Popa），64歲，羅馬尼亞足球運動員。
- Maybelle Reichardt，92歲，美國鐵餅擲手和奧運選手。[18]
- 大衛·沙伯，70歲，美國編劇，動脈瘤。
- Henri Van Kerckhove，73歲，比利時公路自行車運動員。[19]
- 弗雷德·沃爾納，71歲，美國橄欖球運動員。[20]
- 查理斯·溫圖爾，82歲，英國報紙編輯。
- Zainuddin，47歲，印度演員和喜劇演員，死於呼吸系統併發症。

### 5日
- 安東尼奧·弗拉瓜斯·弗拉瓜斯，93歲，西班牙歷史學家、民族志學家、人類學家和地理學家。[21]
- 詹姆斯·戈德斯通，68歲，美國電影和電視導演。[22]
- 努爾丁·基亞努里（Noureddin Kianouri），94歲，伊朗建築師和政治領袖。
- 理查·馬里烏斯，66歲，美國學者和作家，死於胰腺癌。[23]
- 科林·羅，79歲，英美建築歷史學家。[24]

### 6日
- Sleim Ammar，72歲，突尼西亞神經精神病學家和詩人。[25]
- 何塞·瑪麗亞·卡法雷爾，79歲，西班牙電影演員。[26]
- 勞倫斯·德科，59歲，加拿大律師和政治家，死於癌症。
- Regina Ghazaryan，84歲，亞美尼亞畫家和公眾人物。
- 喬治·V·希金斯，59歲，美國作家、律師、報紙專欄作家和記者，心臟病發作而死。[27]
- Rob Hoeke，60歲，荷蘭歌手、鋼琴家、作曲家和詞曲作者。
- Anthony “Sooty” Jones，46歲，美國搖滾貝斯手

### 7日
- 湯姆·布裡格斯，80歲，英格蘭足球運動員。[28]
- 艾倫·費爾德，56歲，美國詞曲作者。[29]
- 喬·朗·克肖，88歲，美國政治家和公民教師，死於充血性心力衰竭。
- 沃爾特·麥克唐納，96歲，加拿大政治家。
- 普里莫·內比奧洛，76歲，義大利體育官員和國際田聯主席，心臟病發作而死。[30]

### 8日
- 萊斯特·鮑伊（Lester Bowie），58歲，美國爵士小號手和作曲家，肝癌。[31]
- 格溫·戈迪·富卡（Gwen Gordy Fuqua），71歲，美國詞曲作者和作曲家，癌症。[32]
- 傑里·克爾（Jerry Kerr），87歲，蘇格蘭足球運動員和經理。
- 尤里·瓦西里耶维奇·马雷舍夫，58歲，蘇聯宇航員。
- 理查·馬丁（Richard Martin），51歲，美國學者，策展人，藝術和時尚歷史學家，黑色素瘤。[33]
- Rob Nieuwenhuys，91歲，荷蘭作家。
- Harry Riebauer，78歲，德國影視演員。[34]
- Leon Štukelj，100歲，南斯拉夫體操運動員，奧運會金牌得主，心臟病發作而死。[35]

### 9日
- 赫伯·艾布拉姆森，82歲，美國唱片製作人兼執行官。[36]
- 瑪喬麗·格拉德曼，91歲，美國網球運動員。
- 黄火青，98歲，中國政治家。
- 梅布爾·金，66歲，美國女演員和歌手，死於糖尿病。[37]
- 沃爾夫·魯文斯基斯，78歲，墨西哥演員和職業摔跤手，死於心血管疾病。
- 迪克·托德，85歲，美國NFL橄欖球運動員和教練。[38]

### 10日
- 斯塔西斯·安塔納斯·巴奇基斯，93歲，立陶宛外交官和公務員。[39]
- 費利克斯·加利米爾（Felix Galimir），89歲，奧地利裔美國小提琴家。[40]
- 羅伯特·克萊默，60歲，美國電影導演、編劇和演員，死於腦膜炎。[41]
- 埃裡克·蘭頓，92歲，英國摩托車賽車手。
- 湯瑪斯·麥金尼，72歲，北愛爾蘭橄欖球運動員。
- Jean Potts，88歲，美國推理小說家。[42]

### 11日
- 玫琳凱·褒曼（Mary Kay Bergman），38歲，美國配音演員（《南方公園》《史酷比》《佐羅新歷險記》），槍擊自殺。[43]
- 弗蘭克·鮑耶（Frank Bowyer），77歲，英國足球運動員。[44]
- 莫裡斯·杜高森（Maurice Dugowson），61歲，法國電影導演和編劇。[45]
- 薇薇安·福克斯（Vivian Fuchs），91歲，英國探險家。[46]
- 加布里埃爾·貢蘇姆·迦納卡（Gabriel Gonsum Ganaka），62歲，奈及利亞羅馬天主教主教。
- 丹尼爾·伊維內爾（Daniel Ivernel），79歲，法國電影演員，自殺。[47]
- 崔戊龍，71歲，韓國演員。[48]
- Sathyavani Muthu，76歲，印度政治家。
- 湯瑪斯·彼特菲爾德，96歲，英國作曲家、詩人、藝術家、雕刻家和書法家。
- 傑克·普利姆索爾，82歲，南非板球運動員。[49]
- 洛德韋克·普林斯，86歲，荷蘭國際象棋選手和國際象棋裁判。
- 雅各·蒂默曼，76歲，蘇聯裔阿根廷出版商、記者和作家，心臟病發作而死。[50]

### 12日
- 尤拉莉·明弗雷德·班克斯（Eulalie Minfred Banks），104歲，美國兒童讀物插畫家。[51]
- Gaby Casadesus，98歲，法國古典鋼琴家和教師。[52]
- 皮圖卡·德·福隆達（Pituka de Foronda），81歲，西班牙女演員。
- Sven Hjertsson，75歲，瑞典足球運動員。
- Aang Kunaefi，76歲，印尼尼西亞和外交官。
- 穆罕默德·默罕马杜拉，78歲，孟加拉國政治家，總統（1973-1975）。
- 康拉德·佩佐爾德，69歲，德國電影導演、作家和演員。[53]
- 阿爾弗雷德·格溫·范德比爾特二世，87歲，英美賽馬擁有者，范德比爾特家族成員。[54]

### 13日
- 約翰·本森·布魯克斯（John Benson Brooks），82歲，美國爵士鋼琴家、詞曲作者、編曲家和作曲家。[55]
- Germaine Dieterlen，96歲，法國人類學家。[56]
- 唐納德·米爾斯（Donald Mills），84歲，美國歌手（米爾斯兄弟），肺炎。[57]
- 約翰·斯塔普，89歲，美國陸軍空軍軍官，飛行外科醫生和醫生。[58]
- Barbara Jean Wong，75歲，美國女演員。[59]

### 14日
- 魯特·布萊克（Rut Bryk），83歲，芬蘭陶藝家。
- 奧拉齊奧·科斯塔（Orazio Costa），88歲，義大利戲劇教育家和導演。
- Brian Ó Cuív，83歲，愛爾蘭歷史學家和凱爾特學者。
- 露西爾·費爾班克斯，82歲，美國女演員。
- 伯特·雅各斯，58歲，荷蘭足球經理，死於癌症。[60]
- 明娜·凱爾，90歲，英國作曲家。[61]
- 本傑明·施瓦茨（Benjamin I. Schwartz），82歲，美國學者、作家和漢學家。[62]
- György Sebők，77歲，匈牙利裔美國鋼琴家和學者。[63]
- 吉米·西德爾（Jimmy Sidle），57歲，美國橄欖球運動員，心力衰竭。[64]
- 哈巴克什·辛格（Harbaksh Singh），86歲，印度陸軍高級軍官。
- 彼得·王爾德布萊德，76歲，英裔加拿大記者、小說家、劇作家和同性戀權利活動家。[65]

### 15日
- Jean-Marie Adiaffi，58歲，象牙海岸作家、編劇和電影製片人。[66]
- 哈里·卢埃林，88歲，英國馬術運動員，奧運冠軍（1952年）。[67]
- P. K. van der Byl，76歲，羅得西亞政治家。
- Fikri Elma，65歲，土耳其足球運動員。
- Lucien Jasseron，85歲，法國足球運動員。[68]
- 吉恩·萊維特（Gene Levitt），79歲，美國電視編劇、製片人和導演，前列腺癌。[69]
- 梅納德·林登（Maynard Lyndon），92歲，美國建築師。[70]
- 谷口紀男，87歲，日本學者，創造了納米技術一詞。

### 16日
- Bill Burgoyne，52歲，紐西蘭橄欖球聯盟球員。
- 哈裡·吉布斯，79歲，英國拳擊裁判。[71]
- H. Clay Earles，86歲，美國NASCAR車隊老闆。[72]
- 德斯蒙德·多姆尼克·詹寧斯，28歲，美國連環殺手，被注射死刑。[73]
- 傑伊·莫洛尼，35歲，美國好萊塢人才經紀人，上吊自殺身亡。[74]
- 丹尼爾·那森斯，71歲，美國微生物學家。[75]

### 17日
- 萊夫·安德森，74歲，瑞典爵士樂專家、記者和電臺名人。
- Faubion Bowers，82歲，美國學者和作家。[76]
- 埃德蒙·弗萊德，76歲，波蘭裔英國歷史學家。[77]
- 詹姆斯·威廉·摩爾，89歲，美國袖珍檯球（檯球）球員。
- Enrique Urkijo，39歲，西班牙歌手，詞曲作者和吉他手，服用過量藥物而死。[78]

### 18日
- 葉夫根尼·別洛謝金，33歲，俄羅斯冰球運動員，自殺身亡。
- 保羅·鮑爾斯，88歲，美國移民作曲家、作家和翻譯家，心力衰竭而死。[79]
- 比阿特麗斯·科倫，51歲，美國電視和電影女演員，死於肺癌。
- Sarath Dassanayake，57歲，斯裡蘭卡作曲家、電影製片人和音樂家。
- 斯蒂芬·格林，82歲，美國藝術家。[80]
- 傑伊·赫德，79歲，美國棒球運動員。[81]
- Horst P. Horst，93歲，德裔美國時尚攝影師。[82]
- 维托里奥·米勒，72歲，義大利畫家。
- 黑森和萊茵河畔的海因里希王子，72歲，德國貴族。
- 道格·薩姆，58歲，美國音樂家和創作歌手，心臟病發作而死。[83]
- 詹姆斯·廷恩，77歲，英國政治家。
- 戴乃迭，80歲，英國中國文學翻譯家。[84]

### 19日
- 伊薇特·考喬瓦，90歲，法國物理學家，死於傳染病。[85]
- 亞歷山大·利伯曼，87歲，俄裔美國出版商、畫家、攝影師和雕塑家。[86]
- 普利尼奧·馬科斯，64歲，巴西作家、演員、記者和劇作家，死於多器官功能障礙綜合征。
- 約翰·麥庫，77歲，英格蘭足球運動員。[87]
- 安東尼斯·米吉亞基斯，88歲，希臘足球運動員。
- Arthur W. Saha，76歲，美國推理小說編輯和人類學家，死於癌症。

### 20日
- 尤里·切斯諾科夫，47歲，蘇聯足球運動員。
- Amintore Fanfani，91歲，義大利政治家和政治家，總理（1954年，1958-1959年，1960-1963年，1982-1983年，1987年）。[88]
- 路德維希·哈姆，77歲，德國政治家，聯邦議院議員。
- 長谷川貞夫，54歲，日本平面藝術家，上吊自殺身亡。
- 亞瑟·休森，84歲，澳大利亞政治家。
- 蘇菲亞·卡邁勒，88歲，孟加拉國詩人和政治活動家。[89]
- Germaine Ribière，82歲，第二次世界大戰期間的法國抵抗運動成員。[90]

### 21日
- 阿爾方斯·安托萬，84歲，法國公路自行車賽車手。[91]
- Margaret E. Chisholm，78歲，美國圖書館員和教育家。
- 昆汀·克裡斯普，90歲，英國作家，插畫家，演員和社交名流，心臟病發作而死。[92]
- Ralph Foody，71歲，美國演員，癌症。[93]
- Marie Kraja，88歲，阿爾巴尼亞歌劇歌手。
- Serge Lang，79歲，法國記者和滑雪主管，心臟病發作而死。[94]
- 約瑟夫·盧克斯，43歲，捷克政治家，死於肺炎。
- 奧拉西奧·戈麥斯·博拉尼奧斯·普列托，69歲，墨西哥演員，切斯皮里托的兄弟，心臟病發作而死。
- 酒井淑夫，59歲，日本新聞攝影師，普利策獎獲得者，心臟病發作而死。

### 22日
- 易卜拉欣·伯姆，55歲，東德政治家和斯塔西線人。
- 弗拉維奧·科斯塔，93歲，巴西足球運動員和經理。
- 莫伊拉·鄧巴，81歲，蘇格蘭裔加拿大冰川學家。[95]
- 埃菲姆·埃特金德，81歲，蘇聯語言學家和翻譯理論家。[96]
- 阿卜杜勒卡迪爾·哈查尼，42歲，阿爾及利亞伊斯蘭領袖，被謀殺。[97]
- 派翠克·莫滕，42歲，美國詞曲作者和音樂家，死於癌症。[98]

### 23日
- 奧德蒙德·安德森（Oddmund Andersen），83歲，挪威足球運動員。[99]
- 萊拉·巴迪爾貝利（Leyla Badirbeyli），79歲，蘇聯和亞塞拜然女演員。
- 蜜雪兒·克蘭尼奇（Micheál Cranitch），86歲，愛爾蘭菲安娜·法伊爾（Fianna Fáil）政治家。
- Baldur Möller，85歲，冰島國際象棋大師。
- 派翠克·帕爾默，66歲，英國陸軍軍官。
- 菲比·斯內辛格，68歲，美國觀鳥者，死於道路交通事故。[100]

### 24日
- 霍華德·比格斯，83歲，美國鋼琴家、詞曲作者和編曲家。
- 約瑟夫·法雷爾，94歲，愛爾蘭共和黨政治家。
- 費爾南多·費爾南德斯，83歲，墨西哥演員、歌手和導演。[101]
- 莎拉·蓋納姆（Sarah Gainham），84歲，英國小說家和記者。
- 格雷戈爾·霍爾（Gregor Höll），88歲，奧地利滑雪運動員和奧運選手。[102]
- 大衛·凱斯勒（David Kessler），93歲，英國出版商和作家。[103]
- 馬里奧·馬蒂厄（Mario Mathieu），82歲，阿根廷自行車手。[104]
- 馬泰奧·馬克西莫夫（Matéo Maximoff），82歲，法國作家和福音派牧師。
- 希拉蕊·明斯特（Hilary Minster），55歲，英國角色演員，癌症。[105]
- 克利斯蒂安·佩德森（Christian Pedersen），79歲，丹麥自行車手。
- 安布羅斯·拉亞潘（Ambrose Rayappan），98歲，印度羅馬天主教大主教。
- Howie Young，62歲，加拿大冰球運動員和演員。[106]

### 25日
- 迪迪埃·安齊厄（Didier Anzieu），76歲，法國精神分析學家和學者。[107]
- 威廉·本尼迪克特，82歲，美國演員。[108]
- Oddvar Berrefjord，81歲，挪威法學家和政治家。
- Pierre Bézier，89歲，法國工程師，CAD/CAM先驅，與貝塞爾曲線同名。[109]
- 瓦倫丁·坎帕（Valentín Campa），95歲，墨西哥鐵路工會領導人和政治家。
- 理查·M·埃金（Richard M. Eakin），89歲，美國動物學家和教授。[110]
- T. V. Kochubava，43歲，印度作家，心臟病發作。
- 露西爾·佩特裡·萊昂內（Lucile Petry Leone），97歲，美國護士。[111]
- 杜米薩尼·馬萊爾，54歲，辛巴威音樂家，中風。[112]
- 安東尼奧·拉克塞爾（Antonio Raxel），77歲，墨西哥演員。
- 杰西·雷尼克（Jesse Renick），82歲，美國籃球運動員。[113]
- Ray Timgren，71歲，加拿大冰球運動員。[114]
- 戈登·雷恩（Gordon Wren），80歲，美國跳臺滑雪運動員和奧運選手。[115]

### 26日
- Louisette Bertholle，94歲，法國烹飪教師和作家。[116]
- George L. Engel，85歲，美國內科醫生和精神病學家，心力衰竭而死。[117]
- 安吉麗卡·赫維茨（Angelika Hurwicz），77歲，德國女演員和戲劇導演。[118]
- 克利福德·賈維斯（Clifford Jarvis），58歲，美國硬派和自由爵士鼓手。[119]
- 约翰·L·凯利（John L. Kelley），82歲，美國數學家。[120]
- 保羅·科茲利切克，62歲，奧地利足球運動員。[121]
- 阿什利·蒙塔古，94歲，英裔美國人類學家。[122]
- 亨利·尼莫，90歲，美國音樂家、詞曲作者和演員。[123]
- 約翰·斯凱爾頓，76歲，英國字母切割師和雕塑家。

### 27日
- 珍妮·查爾，78歲，美國心理學家、作家和教育家，心力衰竭而死。[124]
- William Sebastian Heckscher，94歲，德國藝術史學家和學者。[125]
- I-Roy，55歲，牙買加DJ，心力衰竭而死。[126]
- 小島泰弘，62歲，日裔美國職業摔跤手和教練，死於前列腺癌。
- 阿圖羅·費爾南德斯·梅讚，93歲，秘魯足球運動員。
- Alain Peyrefitte，74歲，法國學者和政治家，死於癌症。[127]
- 羅伯特·西奧博爾德，70歲，美國經濟學家和未來主義作家，死於食道癌。
- 伊莉莎白·格雷·維寧，97歲，美國圖書管理員、家庭教師和作家。[128]
- 約翰尼·沃克，72歲，美國藍調鋼琴家和管風琴家。[129]

### 28日
- 羅伯特·賓厄姆，33歲，美國作家，吸毒過量而死。[130]
- 迪克·埃裡克森，87歲，美國棒球運動員。[131]
- N. V. M. Gonzalez，84歲，菲律賓小說家、短篇小說家、散文家和詩人。
- 彼得·卡爾瓦什，79歲，斯洛伐克作家。[132]
- 伯特利·萊斯利，70歲，美國女演員和編劇，死於癌症。[133]
- 阿卜杜勒·拉紮克，孟加拉國學者、學者和知識份子。

### 29日
- 赫爾曼·阿西涅加斯，98歲，哥倫比亞歷史學家、作家和記者，死於肺炎。[134]
- 約翰·貝瑞，82歲，美國電影導演。[135]
- Suzy Carrier，77歲，法國電影女演員。[136]
- 赫伯特·弗洛德伯格，73歲，德裔美國心理學家，死於腎病。[137]
- 岩本薰，97歲，日本圍棋選手和作家。
- 比爾·詹寧斯，82歲，加拿大冰球運動員。[138]
- 柯蒂斯·奈特，70歲，美國音樂家，死於癌症。[139]
- 邁克爾·奧哈洛蘭（Michael O'Halloran），66歲，愛爾蘭出生的英國政治家。
- 席德·派特森（Sid Patterson），72歲，澳大利亞場地自行車運動員，肝癌。
- 吉恩·雷伯恩（Gene Rayburn），81歲，美國電臺名人和遊戲節目主持人，心力衰竭。[140]
- 酒卷和男，81歲，日本海軍軍官。[141]
- 劉易斯·黑斯廷斯·薩雷特，81歲，美國有機化學家和可的松的發明者。[142]

### 30日
- 卡洛斯·雨果·克裡斯滕森，84歲，阿根廷電影導演、編劇和電影製片人。[143]
- 菲力浦·埃爾曼（Philip Elman），81歲，美國司法部美國律師。[144]
- 唐·哈裡斯（Don Harris），61歲，美國藍調和搖滾小提琴家和吉他手，患有肺病。[145]
- 黃信介，71歲，臺灣政治家和立法委員，心臟病發作。
- 格奧爾基·波佩斯庫一世，80歲，羅馬尼亞足球運動員和經理。[146]
- 阿爾·施羅爾，67歲，美國棒球運動員。[147]
- M. N. Srinivas，83歲，印度社會學家和社會人類學家。[148]
- Sam Treiman，74歲，美國理論物理學家，白血病。[149]
- 烏爾里希·維爾德格魯伯（Ulrich Wildgruber），62歲，德國演員。[150]
- 弗拉基米爾·亞先科，40歲，蘇聯跳高運動員和世界紀錄保持者，肝硬化。[151]